# Plethodon nettingi
Plethodon nettingi är en groddjursart som beskrevs av Green 1938. Plethodon nettingi ingår i släktet Plethodon och familjen lunglösa salamandrar. IUCN kategoriserar arten globalt som nära hotad. Inga underarter finns listade i Catalogue of Life.